# Valvopavonina
Valvopavonina, en ocasiones erróneamente denominado Valvopovonina, es un género de foraminífero bentónico considerado un sinónimo posterior de Pavonina de la familia Pavoninidae, de la superfamilia Buliminoidea, del suborden Buliminina y del orden Buliminida. Su especie tipo era Pavonina flabelliformis. Su rango cronoestratigráfico abarca el Holoceno.

## Discusión
Clasificaciones previas incluían Valvopavonina en el suborden Rotaliina del orden Rotaliida.

## Clasificación
Valvopavonina incluía a las siguientes especies:
- Valvopavonina atlantica
- Valvopavonina flabelliformis